# Det Kongelige Teater
El Det Kongelige Teater (Teatre Reial) és un teatre nacional de Dinamarca, construït de 1872 a1874 i situat al Kongens Nytorv de Copenhaguen.
El teatre va ser fundat el 1748, en primer lloc com el teatre del rei i després, com el teatre del país. Acull l'òpera, el Royal Danish Ballet, concerts de música clàssica per l'Orquestra Reial de Dinamarca i teatre. L'edifici va ser dissenyat per l'arquitecte Vilhelm Dahlerup (1836–1907). Les obres van començar el 1872, al mateix lloc on hi havia el teatre anterior. Va ser inaugurat el 15 d'octubre del 1874. La sala major pot rebre uns 1600 espectadors. El 1931 s'hi va afegir una segona sala més petita. El teatre depèn del Ministeri de Cultura danès.